# Kołczan

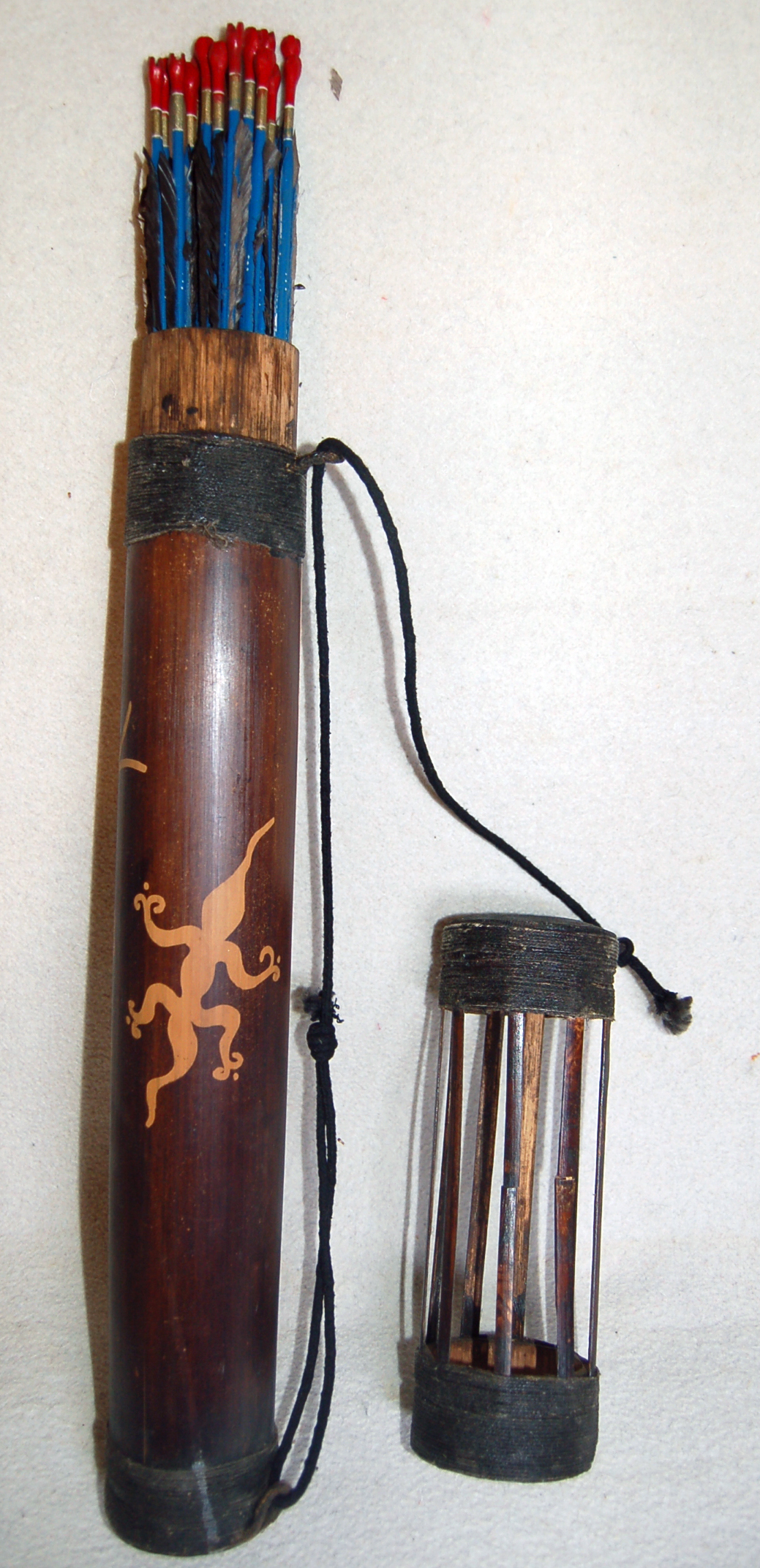
Kołczan

Kołczan, łubie – futerał na strzały do łuku, w dawnych czasach wykonywany z drewna lub skóry, wzmacniany i ozdabiany metalowymi okuciami; noszony głównie u pasa. W Polsce według informacji podanych w "Opisie obyczajów..." ks. J. Kitowicza, używany do II połowy XVIII wieku.
Obecnie kołczany sportowe wyrabia się z powszechnie dostępnych materiałów, np. syntetycznego dżinsu. Posiada zazwyczaj od 2 do 4 komór (przegród) wykonanych z tworzywa sztucznego, do których wkłada się strzały. Nowoczesne kołczany wyposażone są w wiele różnego rodzaju przegródek na osprzęt i akcesoria, niektóre posiadają nawet magnetyczne przegrody zapobiegające wypadaniu strzał. Wiele kołczanów miało przykrywki do chronienia strzał przed deszczem. Kołczan może mieć przymocowany frędzel o nazwie taftaj, używany do wycierania zabrudzonych strzał.
Tradycyjne kołczany były zrobione ze skóry, kory, futer i innych naturalnych materiałów. Zarówno forma łuków i strzał, jak i techniki strzelania zmieniły się bardzo na przestrzeni wieków. Wraz z renesansem łucznictwa tradycyjnego nastąpiło także odrodzenie sztuki wyrobu kołczanów. Współczesne łuki sportowe wykonane są z nowoczesnych tworzyw, jednak wciąż wiele osób preferuje łuki wyglądem przypominające te używane w średniowieczu, do których wyrobu użyto naturalnych materiałów. Niska dostępność naturalnych materiałów, takich jak cis, a także pracochłonność wytwarzania łuków i kołczanów sprawiają, że ich wartość jest wysoka.

## Galeria

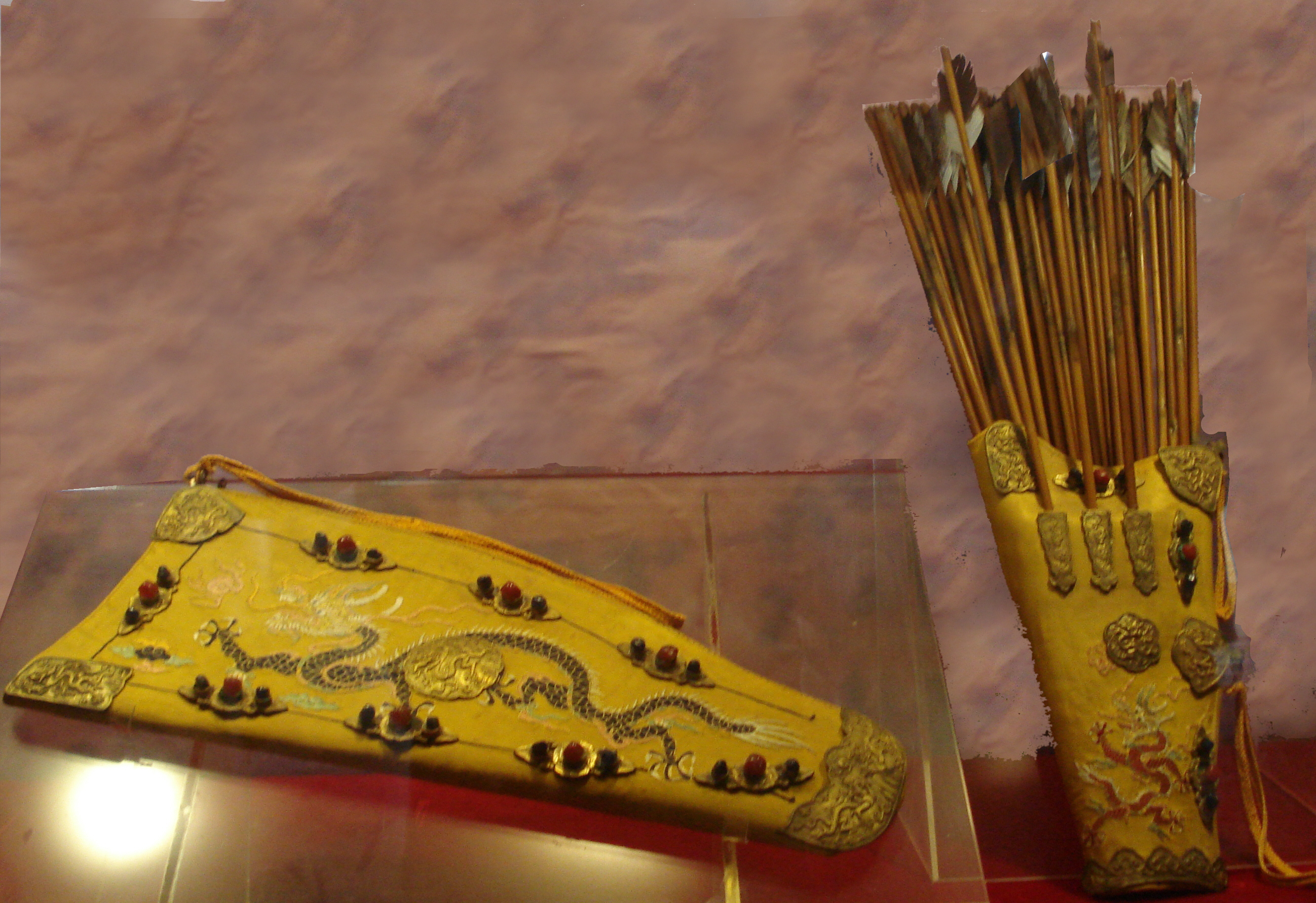
Kołczany z grobowców cesarzy dynastii Ming w Chinach
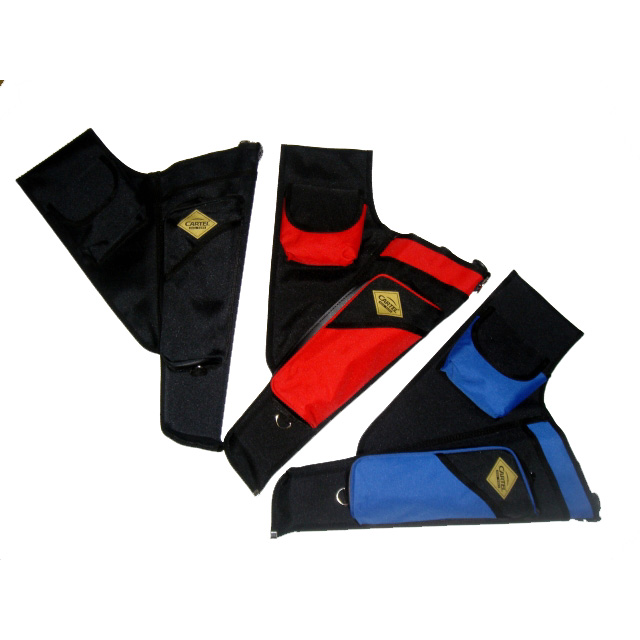
Współczesne kołczany łucznicze
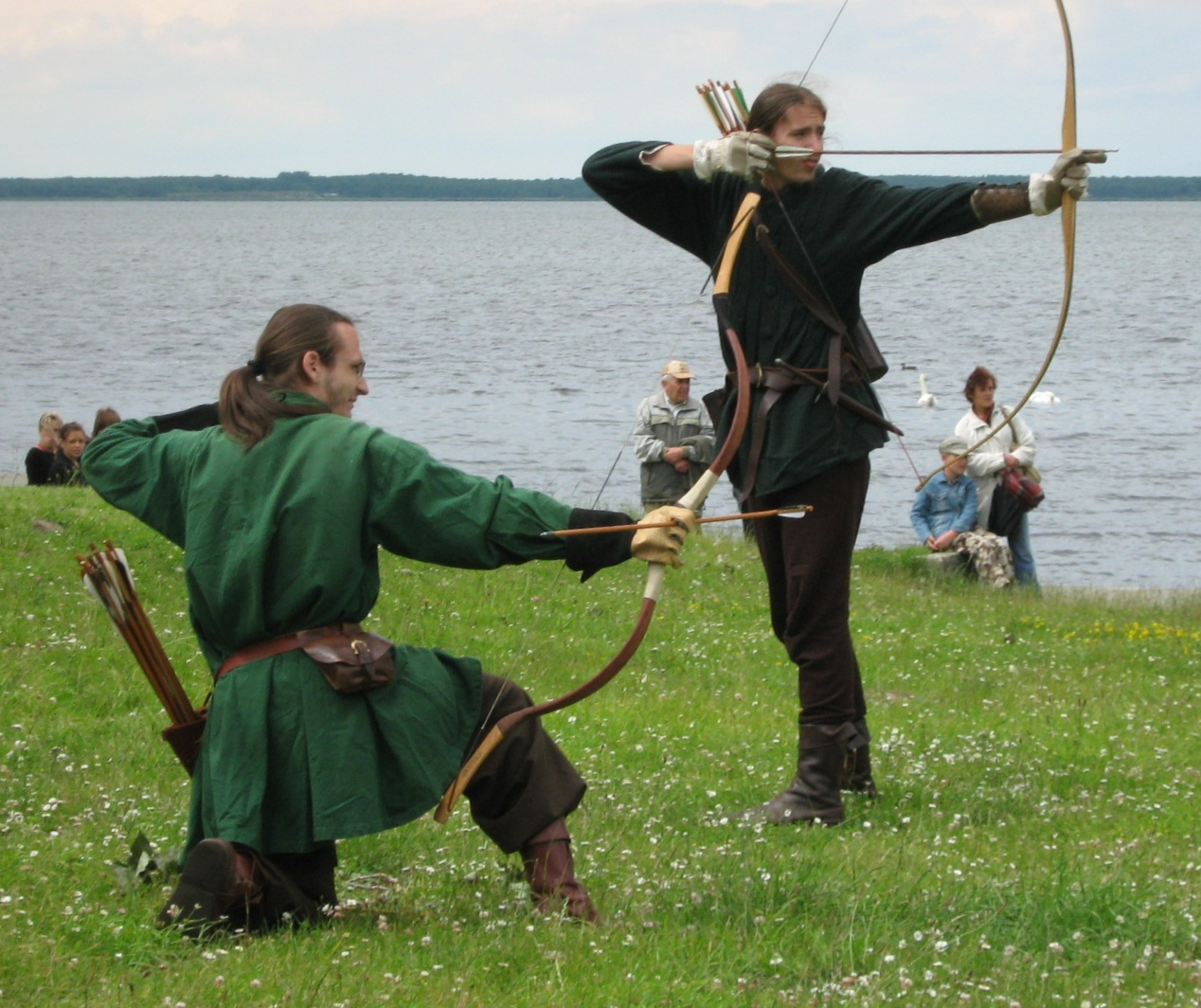
Łucznicy w historycznych strojach wyposażeni w kołczany: u pasa oraz przewieszony przez ramię
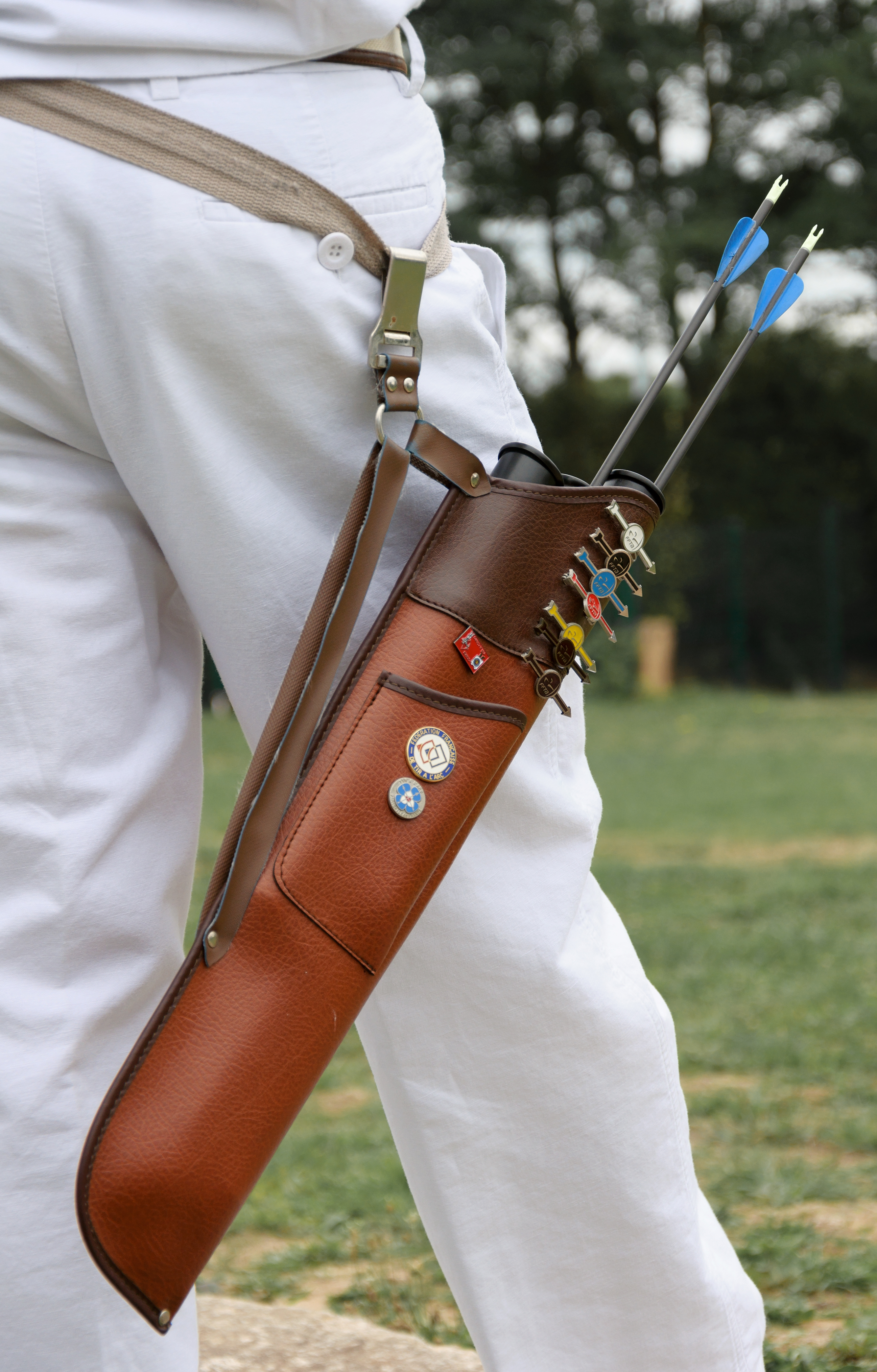
Kołczan pasa licencjonowanego łucznika na zawodach w Île-de-France